# Кормилята (Нолинский район)
 Кормилята  — деревня в Нолинском районе Кировской области. Входит в состав Шварихинского сельского поселения.

## География
Расположена на расстоянии примерно 19 км на запад-северо-запад от райцентра города Нолинск.

## История
Известна с 1802 года как починок Фофановской, в 1873 году здесь (тогда починок Фофоновской или Кормилята) отмечено дворов 9 и жителей 76, в 1905 16 и 64, в 1926 (Кормилята или Фофановский) 17 и 88, в 1950 (Кормилята) 11 и 31, в 1989 проживало 2 жителя.

## Население
Постоянное население составляло 1 человек (русские 100 %) в 2002 году, 1 в 2010.